# Dejești
Dejești – wieś w Rumunii, w okręgu Aluta, w gminie Vitomirești. W 2011 roku liczyła 785 mieszkańców. 